# Ordine al merito per servizio
L'ordine al merito per servizio è un ordine cavalleresco della Corea del Sud.

## Storia
L'ordine è stato fondato il 15 gennaio 1951 per premiare i dipendenti statali che hanno contribuito allo sviluppo nazionale attraverso prestazioni eccellenti.

## Classi
L'ordine dispone delle seguenti classi di benemerenza:
- cavaliere di I classe
- cavaliere di II classe
- cavaliere di III classe
- cavaliere di IV classe
- cavaliere di V classe

| Nastri                 |                       |
| Cavaliere di II Classe | Cavaliere di I Classe |

## Insegne
- Il nastro cambia a seconda della classe.